# John Kenneth Morton
John Kenneth Morton (1928 - 2011) fue un botánico y entomólogo británico, que realizó más de 140 publicaciones científicas relacionadas con los géneros Silene, Stellaria, Cerastium.

## Algunas publicaciones

### Libros
- 1959. The flora of islay and jura

- 1962. West African lilies and orchids. Ed. Longmans. 71 pp.

- 1962. Cytotaxonomic Studies on the West African Labiatae. Volumen 58,Número 378 de Journ. Linn. Soc. Bot. 58 (378): 1-53

- 1990. A Checklist of the Flora of Ontario: Vascular Plants. Univ. of Waterloo biology series 34, ISSN 0317-3348 Con Joan M. Venn. Ed. Dep. of Biology, Univ. of Waterloo, 218 pp.

## Honores

### Epónimos
- (Asclepiadaceae) Brachystelma mortonii C.C.Walker[2]

- La abreviatura «J.K.Morton» se emplea para indicar a John Kenneth Morton como autoridad en la descripción y clasificación científica de los vegetales.[3]